# Барань, Имре
Имре Барань (венг. Bárány Imre; род. 1947, Будапешт) — венгерский математик, специалист по комбинаторике и комбинаторной геометрии.
Профессор в Математическом институте Реньи Венгерской академии наук, по совместительству — в университетском колледже Лондона. 
Член редколлегий журналов Combinatorica, Mathematika, Online Journal of Analytic Combinatoric, редактор журнала Mathematics of Operations Research.

## Вклад
- Новое доказательство теоремы Ловаса о кнесеровских графах.
- Новое доказательство теоремы Борсука — Улама.
- Цветная версия теоремы Каратеодори о выпуклой оболочке[2]
- Решение задачи Сильвестра о вероятности случайных точечных множеств в выпуклом положении[3].

## Признание
- В 2002 году выступил с приглашённым докладом на Международном конгресса математиков в Пекине[4].

- Лауреат Математической премии Венгерской академии наук (1985), Академической премии[венг.] (2002). Почётный член Американского математического общества.

- Член-корреспондент Венгерской академии наук (2010).